# 臺灣工友總聯盟

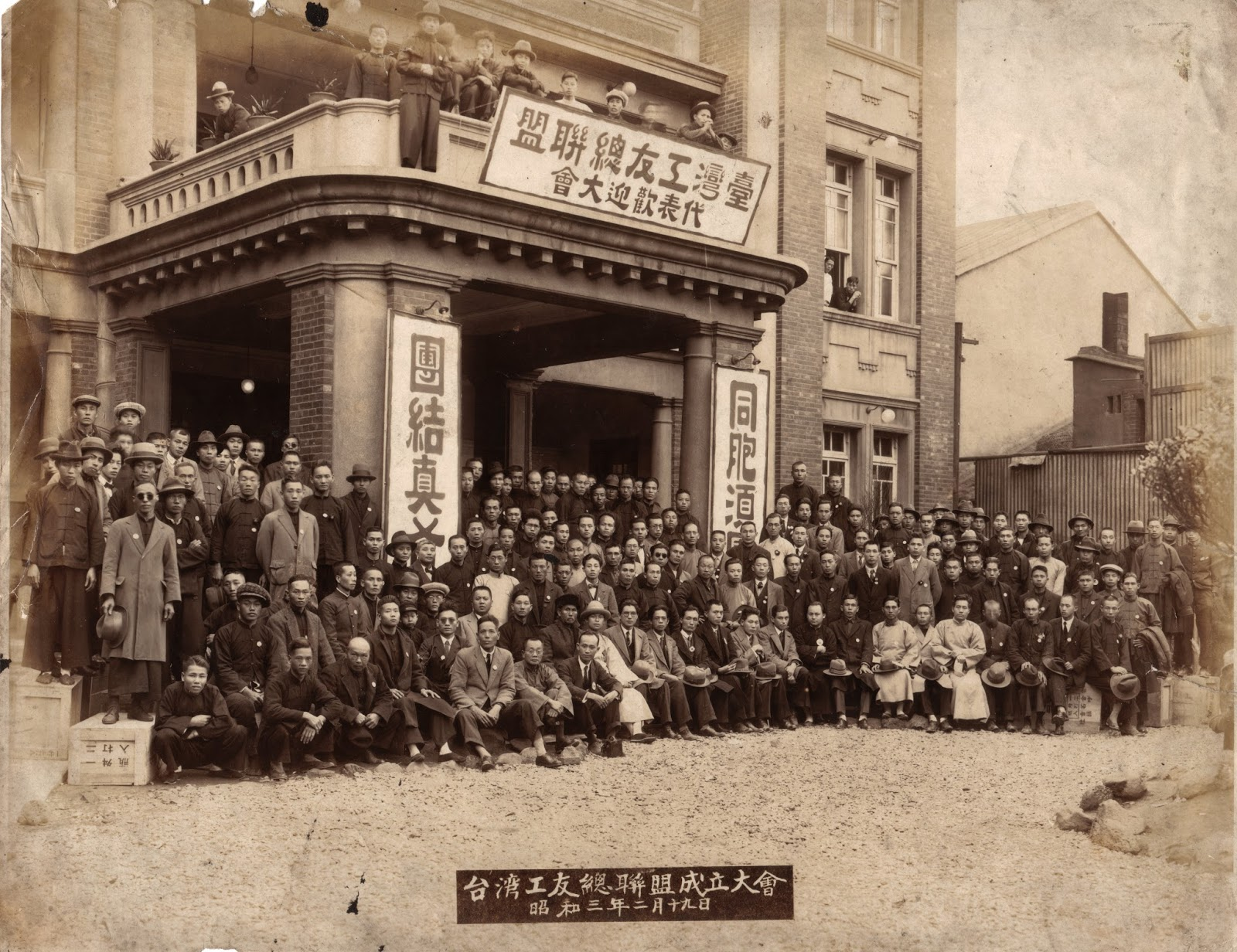
臺灣工友總聯盟代表歡迎會

臺灣工友總聯盟，是臺灣日治時期臺灣的第一個全島性工人運動組織。成立大會於1928年2月19日舉行，臺北蓬萊閣會場大門還題有蔣渭水的「同胞須團結，團結真有力」標語。成立當天，各地29個工會組織代表130人分乘59輛車遊行台北市街。並在蔣渭水的領導下，積極介入勞資爭議，並以工友會名義組織勞動團體。其宗旨在於統一全島工人運動，為工人謀福利及改善店員生活。
在成立一年後，加盟團體達65個，人數一萬多人。總聯盟發起過多次大規模的罷工，台灣工運主導權也因此落入工友總聯盟之手。
1930年代，日本政府開始大規模鎮壓左派運動；隨著1931年蔣渭水去世和台灣民眾黨遭禁，工友總聯盟的勢力也日漸衰退。

## 罷工事件
- 桃園土木工友會要求升價，罷工7日調停成功，升價5分。
- 新竹土木工友會爭議事件，罷工10日妥協成功，升工價10分。
- 台北土木工友會左官部罷工事件，罷工30日失敗。
- 台北土木工友會建築指物部同盟，罷工10日獲勝。
- 台北印刷從業員組合要求御大典公休日給業工資，抗爭3日獲勝。
- 安平勞工會同盟罷工事件，罷工30日，局部勝利。
- 高雄機械工友會關於淺野水泥工廠罷工事件，受當局鎮壓，37人被補，年底獲釋。
- 台中木工工友會對曾博安工廠爭議，妥協息事。
- 台南機械工友會對中川鐵工廠要求解僱間諜，罷工獲勝。
- 基隆土木工友會建具部要求升工資，罷工14日獲勝。
- 台北砂利船友會要求勞動條件改善，罷工40日獲勝。
- 台北木工工友會要求升工資，罷工50日，妥協遺息事。
- 台北金銀細工工友會要求加工資，罷工20日獲勝。
- 台南理髮工友會要求待遇條件改善，罷工20日失敗。
- 基金砂炭船友會要求加工資，罷工30日，局部獲勝。

### 人物
- 林獻堂
- 蔣渭水

### 政黨
- 台灣民眾黨

### 社團
- 台灣文化協會
- 台灣農民組合

## 台灣工友總聯盟參考文獻
- 李筱峰，《台灣史100件大事(上)》，臺北：玉山社，1999年10月。
- 簡炯仁，《台灣民眾黨》，臺北板橋：稻鄉出版社，1991年。
- 楊碧川，《日據時代台灣人反抗史》，臺北板橋：稻鄉出版社，1988年。
- 錦繡出版事業公司編輯部，《台灣全記錄》，臺北，錦繡出版事業公司，1990年。
- 《台灣社會運動史》第5冊(原《台灣總督府警察沿革誌》第二篇領台以後的治安狀況中卷)，臺北：創造出版社，1989年。